# Napuka
Napuka of Pukaroa is een bewoond atol in de  Tuamotuarchipel een zeegebied dat hoort tot Frans-Polynesië. Het ligt relatief geïsoleerd in het noordoosten van de archipel en behoort tot een subgroep van eilanden die ook wel de Îles du Désappointement wordt genoemd. Het atol ligt 15 km ten zuidoosten van Tepoto Nord, het dichtstbijzijnde eiland.

## Geografie
Napuka is 10,5 km lang en 4 km breed. Het brede rif omringt de lagune volledig. Het oppervlak boven water van het 30 motu's tellende atol is 8 km² en de lagune heeft een oppervlakte van 18 km².
Het atol heeft 234 inwoners volgens de telling van 2017 en de hoofdplaats is Tepukamaruia (Te Puka Maru Ia).

## Geschiedenis
De eerste Europese vermelding van Napuka werd gedaan door de Britse ontdekker John Byron in 1765. Hij noemde de eilanden Napuka en Noord-Tepoto de Disappointment Islands omdat de inboorlingen vijandig waren. De eilanden werden ook bezocht door de United States Exploring Expedition in 1839.
Het vliegveld van Napuka werd in 1977 geopend. Het heeft een start- en landingsbaan van 900 meter en volgens cijfers uit 2019 waren er jaarlijks 120 vluchten en werden 1400 passagiers vervoerd.

## Administratie
Napuka is het hoofd van de gemeente (commune)  Napuka, die bestaat uit Napuka, Tepoto Nord en Puka puka. Deze drie atollen vormen de Îles du Désappointement.

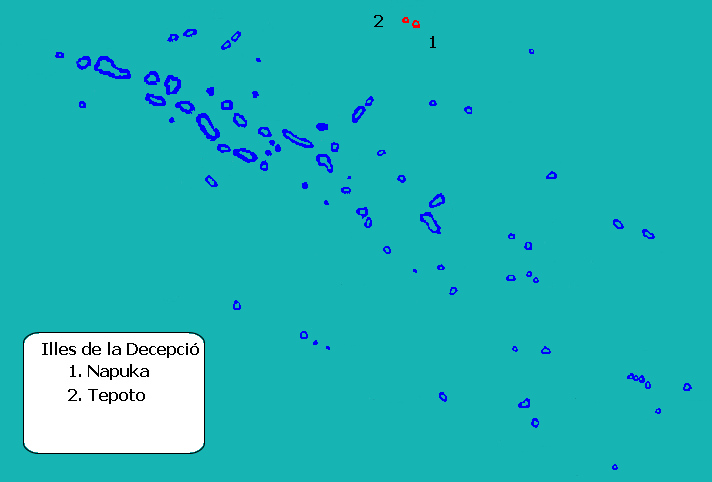
Ligging Tepoto Nord (2) binnen Tuamotuarchipel.

## Ecologie
Er komen 37 vogelsoorten voor en zeven soorten van de Rode Lijst van de IUCN waaronder de met uitsterven bedreigde hendersonstormvogel (Pterodroma atrata), het witkeelstormvogeltje (Nesofregetta fuliginosa) en de kwetsbare zuidzeewulp (Numenius tahitiensis). en de endemische tuamotukarekiet (Aceocephalus atyphys) 
Tepoto Nord · Napuka · Puka Puka